# Disulfodadsonita
La disulfodadsonita és un mineral de la classe dels sulfurs.

## Característiques
La disulfodadsonita és una sulfosal de fórmula química Pb11Sb13S30(S₂)0.5. Va ser aprovada com a espècie vàlida per l'Associació Mineralògica Internacional l'any 2011. Cristal·litza en el sistema triclínic. És l'homeotip lliure de clor de la dadsonita, estabilitzat per ions disulfur, (S₂)2-.

## Formació i jaciments
Va ser descoberta a les pedreres de Ceragiola, a la localitat de Seravezza, dins la província de Lucca (Toscana, Itàlia). Es tracta de l'únic indret de tot el planeta on ha estat descrita aquesta espècie mineral.